# Den grundlagsstiftande nationalförsamlingen
Den grundlagsstiftande nationalförsamlingen (danska: Den Grundlovgivende Rigsforsamlings første møde i Rigsdalen på Christiansborg Slot 1848) är en oljemålning av den danske guldålderskonstnären Constantin Hansen från 1860–1864. Den är utställd på Nationalhistoriske Museum på Frederiksborgs slott.
Målningen visar det första mötet i den grundlagsstiftande församlingen på Christiansborgs slott i Köpenhamn 1848. Där beslöt man att avskaffa det kungliga enväldet och införa en konstitutionell monarki. Demokratiska reformer genomfördes och den politiska och religiösa censuren upphävdes. Efter tvekan undertecknade Fredrik VII den nya grundlagen, Danmarks Riges Grundlov, den 5 juni 1849.  
Målningen beställdes av den nationalliberala politikern Alfred Hage 1860 och efter hans död donerades tavlan av änkan till det Nationalhistoriske museet på Frederiksborgs slott. Majoriteten av de avbildade personer kan identifieras. Henrik Nicolai Clausen och Joakim Frederik Schouw är porträtterade i det nedre vänstra hörnet. Carl Christian Hall lutar sig över en stol och tittar på statsminister Adam Wilhelm Moltke, stående i blått ordensband. Stående och gestikulerande till höger är Orla Lehmann, som utövade ett stort inflytande på arbetet med den nya grundlagen.
Hansen gjorde flera skisser till sitt monumentala konstverk. En nästan identisk målning finns idag i Folketinget. En annan studie ingår i Statens Museum for Kunsts samlingar i Köpenhamn.

## Skisser

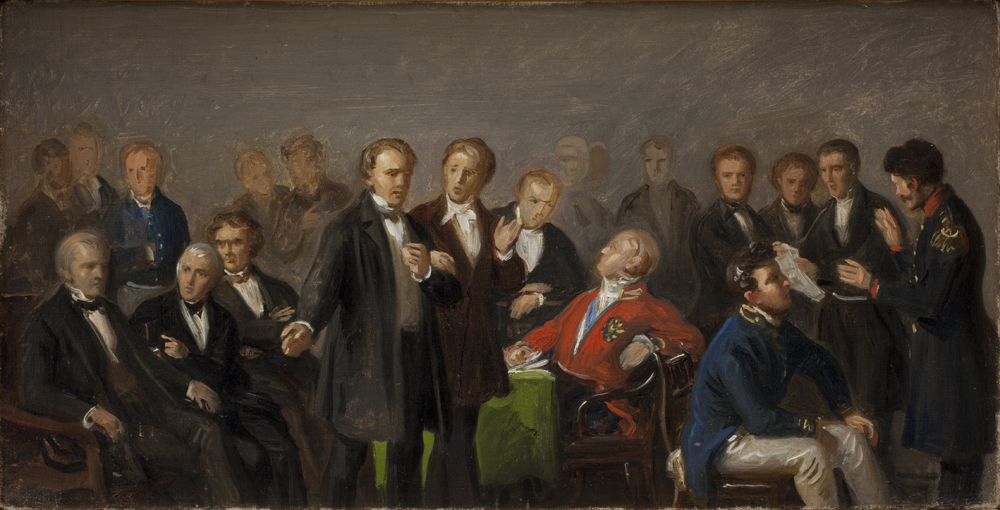
Den grundlovgivende forsamling, första skissen till målningen på Fredriksborg, Statens Museum for Kunst (27,5 x 53 cm).
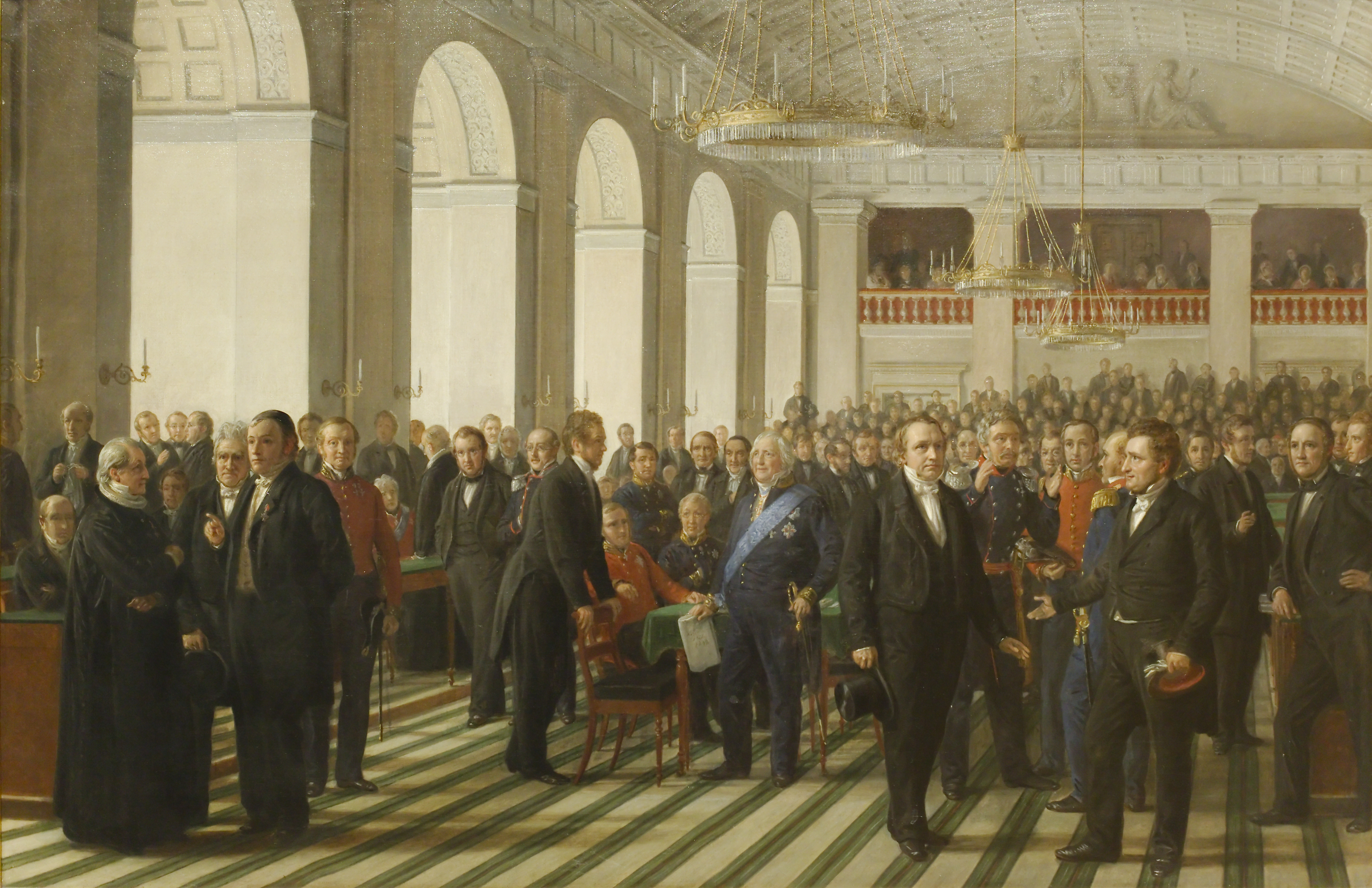
Skiss till Den grundlovgivende Rigsforsamling 1848, utställd på Folketinget (81 x 124,5 cm).